# كارفور إكسبريس
 كارفور إكسبريس شركة فرنسية متخصصة في محلات القرب، وهي تابعة لمجموعة كارفور الدولية.

## القصة
ظهرت متاجر كارفور إكسبريس أول مرة سنة 2007، لتعويض كل من متاجر شمبيون، و شوبي ، وآهولد، وجيما ، وكانت مساحة هذه المحلات مساحة صغيرة.

## المحلات
| الدولة    | أول محل | عدد المحلات | المصادر.          |
| --------- | ------- | ----------- | ----------------- |
| الأرجنتين | 2007    | 235         | [ 2 ]             |
| بلجيكا    | 2007    | 222         | [ 3 ]             |
| البرازيل  | 2008    | 40          | [ 2 ] [ 4 ]       |
| قبرص      | 2009    | 4           | [ 5 ] [ 6 ] [ 7 ] |
| فرنسا     | 2010    | 452         | [ 8 ]             |
| إندونيسيا | 2008    | 14          |                   |
| إيطاليا   | 2009    | 591         | [ 9 ]             |
| لوكسمبورغ | 2014    | 3           | [ 10 ]            |
| بولندا    | 2007    | 297         | [ 2 ]             |
| رومانيا   | 2008    | 56          | [ 11 ]            |
| إسبانيا   | 2007    | 120         | [ 12 ]            |
| تركيا     | 2007    | 189         |                   |

### فرنسا
ظهرت هذه المحلات بهدف تعويض محلات القرب الموجود بالأحياء الفرنسية الذين لا يستطيعون أن يدعو كارفور سيتي أو كارفور كونطاكت وذلك بسبب المساحة الصغيرة، والزبناء القليلين.
في نونبر 2010، فُتِح أول كارفور إكسبريس بكاين، و في دجنبر من نفس السنة فُتِح آخر ببواتييه، ثم بالدائرة الخامسة في باريس في الثاني من فبراير 2011.
و في دجنبر 2015 أصبح بفرنسا 442 كارفور إكسبريس.

### تركيا
عوضت محلات آهولد بتركيا بكارفور إكسبريس.

### بولندا
عوضت محلات آهولد ببولندا بكارفور إكسبريس.